# سهره‌نمای سرسیاه
سهره‌نمای سرسیاه (نام علمی: Pseudospingus verticalis) گونه‌ای از پرندگان تیرهٔ فرخندگان (Thraupidae) است.
در کلمبیا، اکوادور، پرو و ونزوئلا یافت می‌شود. زیستگاه طبیعی آن جنگل‌های کوهستانی نمناک نیمه‌گرمسیری یا گرمسیری است.